# سینت کوین، سن-سن-دنی
شهر سَن-توئن، سن-سن-دنی (به فرانسوی: Saint-Ouen, Seine-Saint-Denis) در شهرستان سن-سن-دنی در ناحیه ایل-دو-فرانس با جمعیت ۴۲٬۹۵۰ نفر در کشور فرانسه واقع شده است.